# Deroceras reticulatum
Deroceras reticulatum é uma espécie de lesma terrestre.